# João II de Portugal
D. João II (Lisboa, 4 de maio de 1455 – Alvor, 25 de outubro de 1495), tendo como cognome "o Príncipe Perfeito", foi o Rei de Portugal e dos Algarves em dois períodos diferentes, primeiro durante quatro dias em novembro de 1477 e depois de 1481 até sua morte em 1495. Era o filho mais novo do rei D. Afonso V e sua primeira esposa D. Isabel de Coimbra.
D. João nasceu no Paço das Alcáçovas, no Castelo de São Jorge. Era filho do rei D. Afonso V de Portugal e de Isabel de Coimbra, princesa de Portugal e filha do Infante D. Pedro, Duque de Coimbra e anterior Regente de Portugal. Sucedeu ao seu pai após a sua abdicação, em 1477; no entanto, D. Afonso V retornou e logo D. João lhe devolveu o poder, e só se tornou de novo rei após a sua morte em 1481.
A sua mãe morreu muito cedo, em 1455, tinha D. João alguns meses de idade. Foi sujeito a duras provações durante a infância, tal como sua mãe.
Como príncipe, D. João II acompanhou o seu pai nas campanhas em África e foi armado cavaleiro por D. Afonso V, depois da tomada de Arzila a 21 de agosto de 1471, junto ao corpo do conde de Marialva, perecido nessa batalha. No início desse ano, a 22 de janeiro, em Setúbal, desposou D. Leonor de Viseu, princesa de Portugal e sua prima direita, filha do infante D. Fernando. Fruto desta união, nasce em 1475 o infante D. Afonso.
Em 1474 assumiu a direção da política da expansão enquanto D. Afonso V travava luta com os castelhanos e, a 25 de abril do ano seguinte, assumiu a regência do reino que, por ir socorrer o pai a Espanha, passara para o encargo de Leonor. Participou, a 2 de março, na batalha de Toro.
D. João sucedeu ao seu pai após a sua abdicação em 1477, mas só ascendeu ao trono após a sua morte, em 1481. Concentrou então o poder em si, retirando-o à aristocracia. Nas conspirações que se seguiram suprimiu o poder da casa de Bragança e apunhalou pelas suas próprias mãos o seu primo Diogo, Duque de Viseu. Governando desde então sem oposição, D. João II foi um grande defensor da política de exploração atlântica, dando prioridade à busca de um caminho marítimo para a Índia. Após ordenar as viagens de Bartolomeu Dias e de Pêro da Covilhã, foi D. João II que delineou o projeto da primeira viagem.
O seu único herdeiro legitimado, o príncipe D. Afonso de Portugal estava casado com Isabel de Aragão e Castela (estavam prometidos desde a infância), e o descendente que viessem a ter iria herdar também os tronos de Castela e Aragão. Contudo o jovem príncipe morreu numa misteriosa queda em 1491 e durante o resto da sua vida D. João II tentou, sem sucesso, obter a legitimação do seu filho bastardo Mestre Dom Jorge. Em 1494, na sequência da viagem de Cristóvão Colombo, que recusara, D. João II negociou o Tratado de Tordesilhas com os Reis Católicos. Morreu no ano seguinte sem herdeiros legítimos, tendo escolhido para sucessor o duque de Beja, seu primo direito e cunhado, que viria a ascender ao trono como D. Manuel I de Portugal.

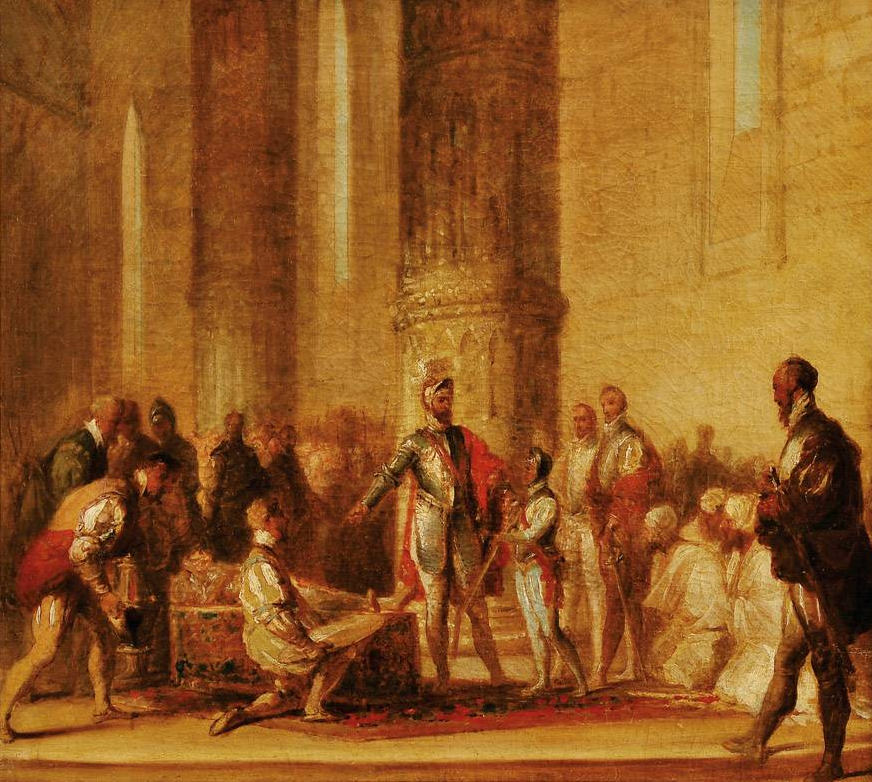
armando como cavaleiro, na cidade de Arzila, por Domingos Sequeira

## Reinado
O seu reinado durou de 1481 a 1495 e foi o tempo em que foi dado forte impulso às viagens marítimas. Centralizou o poder régio, eliminando potenciais opositores, mesmo membros da própria família, como os primos: o duque de Bragança e o duque de Viseu.
As finanças foram saneadas e tomou como divisa: «Pola ley e pola grey».

### Conspirações

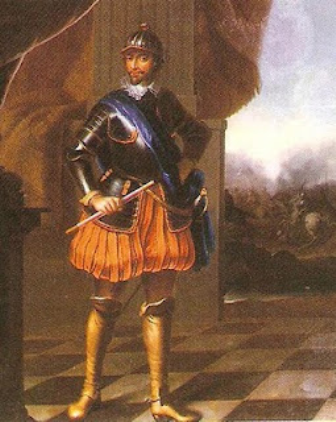
Fernando II, Duque de Bragança.

Desde jovem João não era popular junto dos pares do reino, visto que parecia ser imune a influência externa e desprezava a intriga. Os nobres poderosos, nomeadamente Fernando II, duque de Bragança, tinham medo da sua governação e, assim que ganhou as rédeas do país, João provou que tinham razão para isso.
Depois da sua ascensão ao trono, o monarca tomou uma série de medidas com vista a retirar poder à aristocracia e a concentrá-lo em si próprio. Imediatamente, começaram as conspirações, mas inicialmente o rei adotou uma posição de mero observador. Cartas de reclamação e pedidos de intervenção foram trocadas entre o duque de Bragança e os reis católicos de Espanha. O escrivão de sua Fazenda em Vila Viçosa e um mensageiro, entregaram ao rei correspondência comprometedora com os Reis Católicos em 1483. Foi o próprio monarca quem prendeu o duque de Bragança, ao fim de uma conversa a sós, em Évora. Foi julgado ao longo de 22 dias, em uma sala revestida de tapetes, à volta de uma mesa onde se encontravam 21 juízes, fidalgos e cavaleiros, com o rei sentado no topo e, em algumas sessões, com o réu a seu lado. A votação, iniciada com um discurso do monarca, consumiu dois dias e terminou com a condenação do duque à morte. No dia seguinte, 20 de junho de 1483, Fernando foi degolado na praça de Évora, diante do povo. O episódio é narrado pelos cronistas Garcia de Resende e Rui de Pina.
No ano seguinte, o duque de Viseu, D. Diogo, primo e cunhado de João II (irmão da rainha D. Leonor) e governador da Ordem de Cristo, concebeu um plano para apunhalar o soberano na praia, em Setúbal. Um dos envolvidos avisou o monarca, que decidiu viajar por terra, inviabilizando o plano dos conspiradores. Mandou então chamar ao palácio o duque e apunhalou-o pessoalmente. Depois de eliminar o cunhado, o rei enviou dois emissários à mãe do duque, Beatriz, comunicando o ocorrido. Chamou ainda um irmão do falecido, D. Manuel, e explicou-lhe que tinha esfaqueado o duque porque ele "o quisera matar", prometendo-lhe que, se o príncipe D. Afonso viesse a falecer, e não tivesse mais nenhum filho legítimo, ficaria D. Manuel como herdeiro de todos os seus reinos e senhorios, e passou-lhe também o governo da Ordem de Cristo.
Na sequência, mais de 80 pessoas foram perseguidas por suspeita de envolvimento nesta conspiração. Outras foram executadas, assassinadas ou exiladas para Castela, incluindo o bispo de Évora, Garcia de Meneses, envenenado na prisão. Diz a tradição que João II comentou, em relação à limpeza no país: eu sou o senhor dos senhores, não o servo dos servos.
Depois destes eventos, mais ninguém em Portugal ousou desafiar ou conspirar contra o rei, que não hesitava em fazer justiça pelas suas próprias mãos. João II podia agora governar o país sem que ninguém se lhe opusesse.

### Exploração marítima

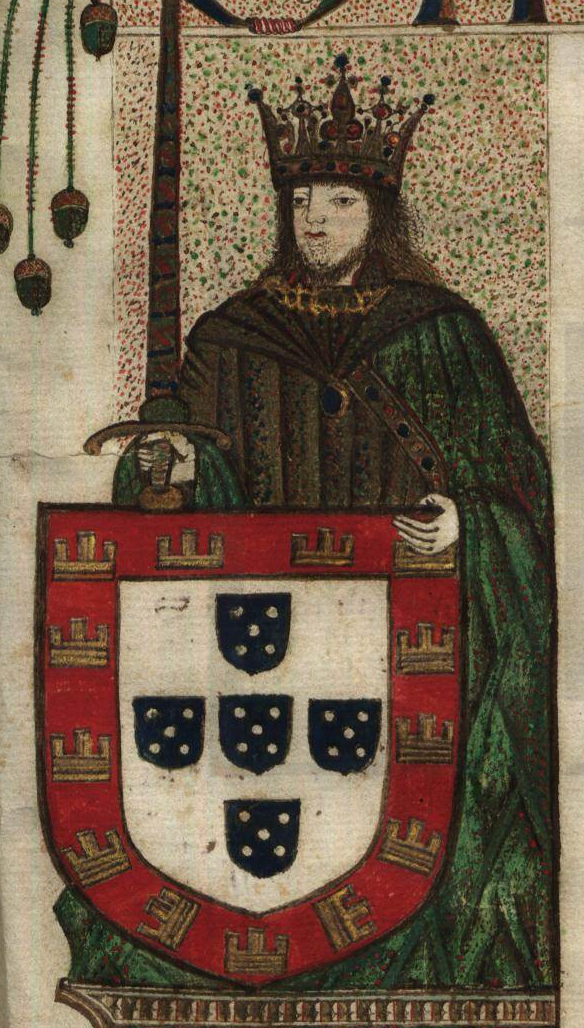
', Iluminura no Livro dos Copos, c. 1490 a 1498

Pouco depois de subir ao trono, em 1482, João II centralizou na coroa a exploração e comércio na costa da Mina e Golfo da Guiné, determinando a construção de uma feitoria para apoiar o florescente comércio do ouro de aluvião na região. Sob o comando de Diogo de Azambuja foi rapidamente construído o "Castelo de São Jorge da Mina" com pedra previamente talhada e numerada em Portugal, enviada como lastro nos navios, sistema de construção depois adoptado para numerosas fortificações.
João II foi um grande defensor da política de exploração atlântica iniciada pelo seu tio-avô o Infante D. Henrique. Os descobrimentos portugueses serão a sua prioridade governamental, bem como a busca do caminho marítimo para a Índia. Durante o seu reinado conseguiram-se os seguintes descobrimentos:
- 1484 — Diogo Cão descobre a foz do rio Congo e explora a costa da Namíbia;
- 1488 — Bartolomeu Dias cruza o cabo da Boa Esperança, tornando-se no primeiro europeu a navegar no oceano Índico vindo de oeste;
- 1493 — Álvaro de Caminha a colonização das ilhas de São Tomé e Príncipe, sendo a ilha do Príncipe batizada em homenagem ao único filho e herdeiro do rei, Afonso, Príncipe de Portugal (1475);
- São enviadas expedições por terra lideradas por Pêro da Covilhã e Afonso de Paiva ao Cairo, Adém, Ormuz, Sofala e Abissínia, a terra do lendário Preste João, donde enviam relatórios sobre essas paragens, ficando D. João II com a certeza de poder atingir a Índia por mar;
- 1493-1494 — João II contesta a Bula Inter Coetera e negocia um tratado diretamente com os reis católicos: o Tratado de Tordesilhas;
- 1495 — Delineou a primeira viagem no caminho marítimo para a Índia. O comando foi inicialmente atribuído a Estêvão da Gama. Contudo, dada a morte de ambos, foi delegado em 1497 pelo novo rei Manuel I de Portugal ao filho, Vasco da Gama.

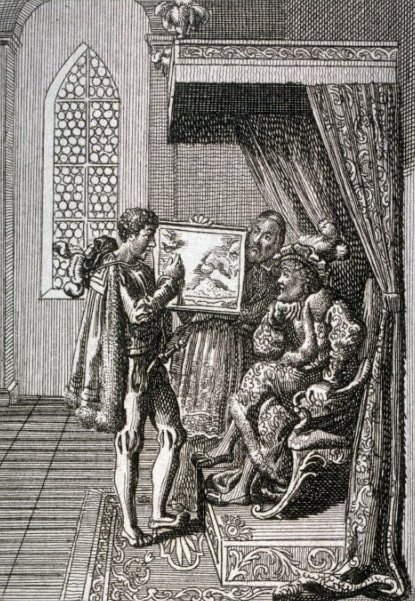
Cristóvão Colombo pede apoio a para a sua viagem para oeste

A totalidade das descobertas portuguesas do reinado de João II permanece desconhecida. Muita informação foi mantida em segredo por razões políticas e os arquivos do período foram destruídos no Terramoto de 1755. O papel das próprias pessoas envolvidas estão, por vezes, revolvidas em mistério, por causa desta falta de informação como, por exemplo, João Afonso de Aveiro e Martin Benhaim. Os historiadores ainda discutem a verdadeira extensão dos Descobriementos, suspeitando que navegadores portugueses chegaram à América antes de Cristóvão Colombo. Para suportar esta hipótese são citados com frequência os cálculos mais precisos que os portugueses tinham do diâmetro da Terra. No fim do século XV, havia em Portugal uma escola de navegação, cartografia e matemática há mais de oitenta anos, onde os cientistas mais talentosos se dedicavam à investigação. Enquanto Colombo acreditava poder chegar à Índia seguindo para oeste, é provável que João II já soubesse da existência de um continente no meio. As viagens do misterioso capitão Duarte Pacheco Pereira, para oeste de Cabo Verde foram possivelmente mais importantes do que as interpretações tradicionais supõem. Portanto, quando Colombo pediu apoio para a sua viagem, João II recusou. Colombo, capitão sem experiência atlântica, partia de uma suposição que o rei sabia estar errada. Decidido a chegar à Índia pelo ocidente, contornando África, não havia razão para subsidiar a expedição. Em 1492, ao serviço dos reis de Castela e Aragão, Colombo descobriu oficialmente a América. Até à sua morte, esteve convencido que havia chegado à Índia. Este evento iniciou entre Portugal e Castela uma série de disputas sobre o domínio dos mares. Foi esta rivalidade que levou à assinatura do Tratado de Tordesilhas a 7 de junho de 1494. O tratado definia o semimeridiano de Tordesilhas e estipulava que as terras a este desta linha seriam possessões portuguesas, enquanto que a outra metade do mundo seria espanhola.

### Os elogios de Angelo Poliziano
O reputado humanista Angelo Poliziano numa carta enviada a D. João II em 1491, faz desta forma um elogio às suas proezas:
que grandioso e vasto quadro de proezas apenas acreditáveis se me não oferecia, se eu fosse comemorar as vagas do túmido e soberbo oceano, antes intactas e sem carreira aberta, provocadas e quebrantadas pelos vossos lenhos, as balizas de Hércules desprezadas, o mundo que havia sido mutilado, restituído a si mesmo (...)
Oferecendo-se ao seu serviço, para escrever uma epopeia digna dos feitos do monarca, lembra que deve seguir Alexandre Magno e Júlio César no cuidado em deixar inscritas as suas memórias:
Acordai-vos de Alexandre, acordai-vos de César, os dois nomes principais que a fastosa antiguidade nos alardeia.  (...)
A estes, logo, vós deveis, ao menos imitar, a estes a quem nos outros respeitos desmesuradamente vos avantajais.
A epopeia dos descobrimentos, a que se propunha Poliziano, foi só realizada quase um século depois por Luís de Camões. Poliziano morre em 1494 e D. João II em 1495, ambos com suspeitas de envenenamento.

## Sucessão
Mas a divisão do mundo não era o único assunto pendente entre os reinos ibéricos. Os reis católicos tinham várias filhas, mas apenas um filho, Juan, de saúde frágil. A filha mais velha, Isabel, era casada com o príncipe Afonso de Portugal desde a infância. Se Juan morresse sem deixar herdeiros, o mais provável seria Afonso, único filho de João II, tornar-se rei não só de Portugal, mas também de Castela e Aragão. Esta ameaça à coroa espanhola era bem real: Fernando II de Aragão e Isabel I de Castela tentaram todas as vias diplomáticas para dissolver o casamento, sem qualquer sucesso. Finalmente, em 1491, o príncipe Afonso morre em consequência de uma misteriosa queda de cavalo durante um passeio à beira do rio Tejo. A ligação dos reis católicos ao acidente nunca foi provada, mas eram eles quem mais tinham a ganhar.
Durante o resto da sua vida, João II tentou, sem sucesso, obter a legitimação do seu filho bastardo, Jorge. Jorge, Duque de Coimbra, era fruto da relação adúltera do rei com Ana Furtado de Mendonça, filha de um fidalgo da corte e dama de honor da princesa Joana, a Beltraneja.
João II morreu em 1495, sem herdeiros legítimos. Dado o ódio que a nobreza portuguesa sempre lhe teve, a hipótese de envenenamento por um copo de água que tomou não é de excluir. Antes de morrer, João II escolheu Manuel de Viseu, duque de Beja, seu primo direito e cunhado (era irmão da rainha Leonor) para sucessor.
A rainha Isabel, a Católica, de Castela, por ocasião da sua morte, terá afirmado «Murió el Hombre!», referindo-se ao monarca português como o Homem por antonomásia, devido às posições de força que assumira durante o seu reinado.
Foi-lhe atribuído o cognome o Príncipe Perfeito pois foi graças às medidas por ele implantadas que emergiu triunfante o valor da sua obra, ou seja, a época de ouro de Portugal.
Jaz no Mosteiro de Santa Maria da Vitória, na Batalha. Aquando da sua morte em Alvor (Portimão), havia sido sepultado na Sé de Silves mas em 1499 os seus restos mortais foram exumados e trasladados para o seu atual local de sepultamento. Como forma de agradecimento à cidade de Silves por ter acolhido os restos mortais do monarca, pensa-se que D. Manuel I terá encomendado a chamada Cruz de Portugal, património nacional desde 1910.
Foram impressas uma nota de 1 000 angolares de Angola e uma nota de 500$00 Chapa 10 de Portugal com a sua imagem.

## Títulos, estilos, e honrarias

### Títulos e estilos
- 3 de Março de 1455 — 11 de Novembro de 1477: "Sua Alteza, o Príncipe Herdeiro de Portugal"
- 11 de Novembro de 1477 — 15 de Novembro de 1477: "Sua Alteza Real, o Rei"
- 15 de Novembro de 1477 — 28 de Agosto de 1481: "Sua Alteza, o Príncipe Herdeiro de Portugal"
- 28 de Agosto de 1481 — 25 de Outubro de 1495: "Sua Alteza Real, o Rei"

O estilo oficial de João enquanto rei até 1485 era: "Pela Graça de Deus, João II, Rei de Portugal e dos Algarves, d'Aquém e d'Além-Mar em África". Com a criação do senhorio da Guiné abrangendo as possessões portuguesas que se estendiam pelo Golfo da Guiné, o estilo passou a ser: "Pela Graça de Deus, João II, Rei de Portugal e dos Algarves, d'Aquém e d'Além-Mar em África, e Senhor da Guiné".

### Honrarias
Ainda príncipe e continuando como rei, D. João II foi governador (antiga função de grão-mestre) das ordens de Avis e de Santiago.

## Descendência
- De sua mulher, Leonor de Viseu, princesa de Portugal (1458-1525):
  - Afonso, Príncipe de Portugal (1475-1491)
  - Natimorto (1483)[9]
- De Ana de Mendonça (Moita, Alhos Vedros, c. 1460):
  - Jorge de Lencastre, 2.º Duque de Coimbra (1481)